# Prior in tempore, potior in iure
Prior in tempore, potior in iure è una locuzione latina che allude ad un canone che può essere letteralmente tradotto in "Primo nel tempo, più forte in diritto". In uso già nel XII-XIII secolo nella scuola dei glossatori di Bologna, l'applicazione di tale canone impone, in caso di dispute tra due contendenti che vogliano entrambi usufruire di un medesimo diritto, di privilegiare colui che ne ha goduto per primo e che ne gode da più tempo.
Nel diritto privato moderno la regola in questione non si applica nel trasferimento di beni mobili (registrati e non) con un contratto ad efficacia reale (scil. traslativa) nel caso di acquisto a non domino, in cui invece (a parità di altre condizioni e cioè ricorrendo comunque i requisiti necessari per il trasferimento immediato della proprietà di cui all'art.1153 c.c.), si applica la regola "possesso vale titolo". Lo stesso vale per la preferenza di chi trascrive per primo l'atto d'acquisto di un bene immobile, a prescindere dalla priorità nella conclusione effettiva dell'acquisto.

## Giurisprudenza
Al principio "Prior in tempore, potior in iure" ha più volte fatto ricorso la Corte Costituzionale. In tal senso, si veda, ad esempio, la sentenza n. 42/1986.